# Sporthallen Zuid
De Sporthallen Zuid vormen sinds 1975 een groot sportcomplex gelegen aan het Burgerweeshuispad en het IJsbaanpad in Amsterdam-Zuid.
In de omgeving zijn vele andere sportvoorzieningen zoals het Olympisch Stadion, het Sportpark Zuid met het Frans Otten Stadion en het Sportpark De Schinkel met de voetbalclub ASV Arsenal.
Sinds de jaren 1990 dienden de Sporthallen Zuid regelmatig als locatie voor grootschalige housefeesten, zoals Hellraiser, Digital Overdose en Pandemonium.
De kopgevels van de hallen waren voorzien van schilderingen ontworpen door Marte Röling.

## Sporthal Zuid in Oude Rai
Tot 1961 was het evenementencomplex RAI gevestigd aan de Amsterdamse Ferdinand Bolstraat. Nadat de RAI verhuisd was naar het Europaplein, heeft het oude gebouw, totdat in 1975 de nieuwe sporthallen in gebruik werden genomen, dienstgedaan als sportcentrum, met de naam Sporthal Zuid, meestal aangeduid als "de Oude Rai". Dit gebouw is in 1976 gesloopt.